# Drewno iglaste

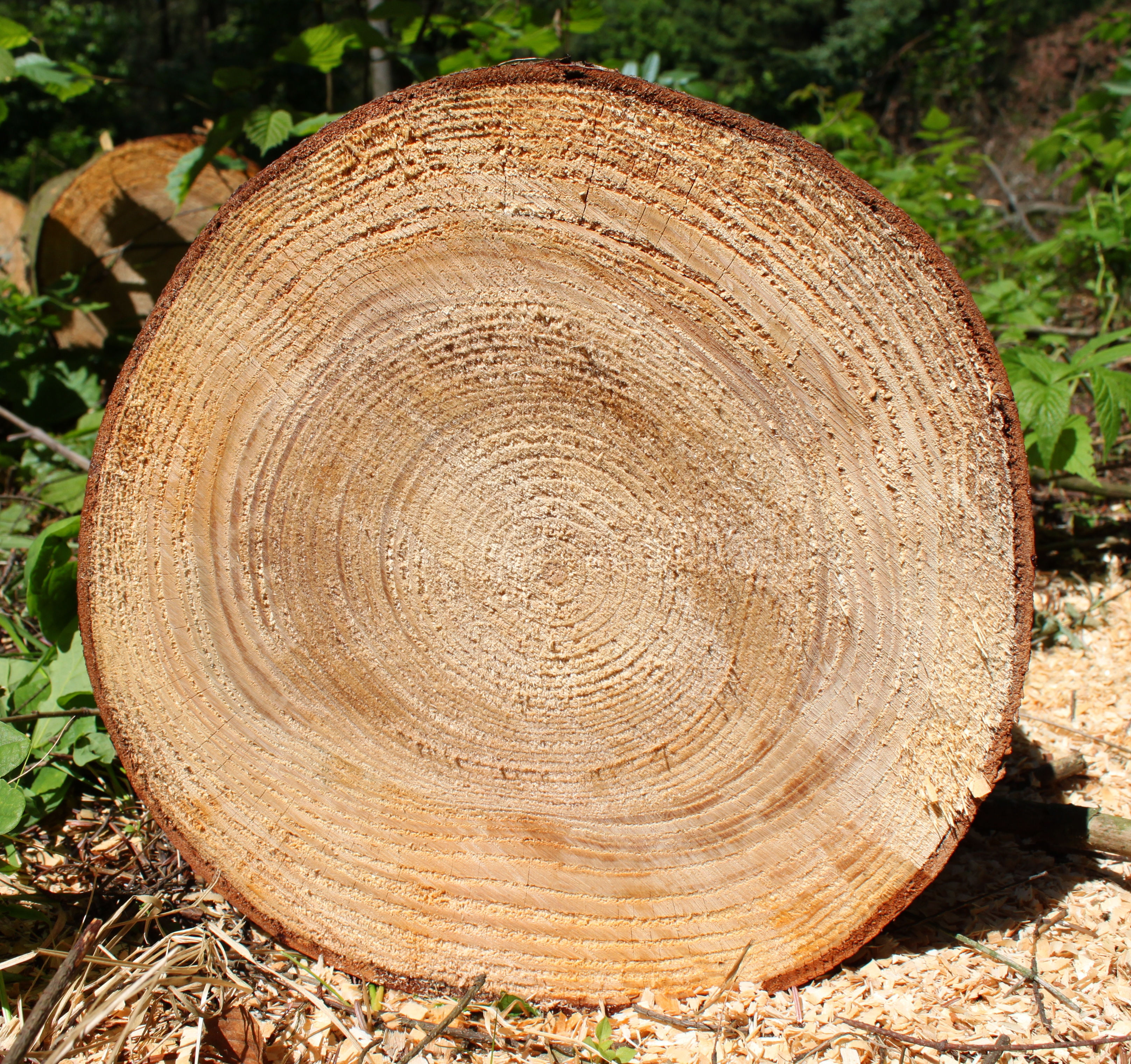
Przekrój poprzeczny pnia jodły olbrzymiej

Drewno iglaste, drewno drzew iglastych – drewno uzyskiwane z drzew iglastych – jedna z dwóch grup rodzajowych drewna, obok drewna liściastego. Drewno iglaste ma zwykle wysokie walory techniczne – jest lekkie, elastyczne i trwałe. Charakterystyczna jest częsta zawartość żywicy (brak przewodów żywicznych u jodły, cisa i jałowca). W porównaniu do drewna drzew liściastych jego budowa jest prostsza i bardziej równomierna. Drewno to składa się w 90% z cewek – brak naczyń i włókien drzewnych, a promienie rdzeniowe są zwykle niewidoczne. U drzew strefy umiarkowanej wyraźnie zaznaczone są słoje roczne z jasnym drewnem wczesnym i ciemnym drewnem późnym.